# Liza Snyder
Liza Snyder, född 20 mars 1968 i Northampton i Massachusetts, är en amerikansk skådespelerska. För den svenska TV-publiken är hon mest känd som Molly Whelan i TV-serien Sirener, men hennes största framgång i hemlandet är en situationskomedi för CBS med titeln Omaka systrar (Yes, Dear).
Snyders far är[när?] dramaprofessor vid Smith College och hennes mor är sångerska och kompositör. Snyder studerade drama för Sanford Meisner vid Neighbourhood Playhouse i New York. Hennes morfar, Johnny Green, vann fem Oscar för sitt arbete och hennes mormor, Betty Furness, var skådespelerska och konsumentreporter.

## Filmografi (i urval)
- Sirener (1993)
- Chicago Hope (1996)
- Jesse (1998)
- Omaka systrar (2006)